# マンゴスティン (お笑い)
マンゴスティンは、かつて浅井企画に所属していた女性お笑いコンビである。
コンビ名は、マンゴスチンが『果物の女王』と言われているということから、それにあやかり、女性芸人の中でトップに立とうという願いから付けられたものである。

## メンバー
- 宮島里奈（みやじま りな、1984年3月6日 - ）東京都出身。身長158cm、体重55kg。
- 山中美代子（やまなか みよこ、1983年12月13日 - ）東京都出身。身長162cm、体重46kg。

## 略歴
- 中学時代から同級生だった宮島と山中が、高校に入学後、コントトリオを結成したが、ツッコミが脱退、ボケ2人が残り、1999年11月に結成。この年の末にワタナベエンターテインメントのネタ見せに通い、この時からワタナベにも約1年在籍していたことがあった[2]。
- 高校2年の半ば頃（2000年）、宮島が「ミュージシャンになりたい」と言い出したことで一度解散[2]。しかし翌2001年に宮島が復帰して再結成[2]。
- 高校卒業後の2002年に浅井企画所属となり[2]、浅井企画が主催するお笑いライブ『お笑いネオネオ・ダイナマイトショー』に出演。
- ともに芸能人女子フットサルチーム「ASAI RED ROSE」に所属していた。背番号は宮島が「3」、山中が「4」。
- 2008年3月に宮島の結婚と妊娠が浅井企画オフィシャルサイトと自身のブログで発表され、この時はコンビでの活動は当面休止し、その再開まで相方の山中が一人で活動していくということであったが、2008年10月、コンビは活動再開することなく解散、宮島は芸能活動を引退。山中は2009年1月に、元フリーサイズのたまこ、元ブルームフラワーの中野千絵とのトリオ『三等分』を結成した。その後コンビとなった三等分は2013年11月に解消となり、山中は「みよこ」という芸名となってピン芸人となる。
- 宮島の弟がその活動に影響を受け、漫才コンビを組みライブなどで活動をしている。

## 芸風
- 主につなぎをステージ衣装としていた。
- ネタの始まりと終わりは、二人で客席の方を向いて大きな輪を描くように上下で手をつなぎながら『マンゴスティンで～す!（でした～!）』と言った後に二人一緒に人差し指で鼻をこすって『へへぇ～（てへぇ～）』と言う、というパターンとなっていた。
- 漫才のしゃべりからシチュエーションコントに移るというパターンが多く、また、同じ設定のコントでもネタやオチが違う、という場合も多かった。
- 時々、宮島が“キレ芸”を見せることがあった。
- 漫才に「新婚生活」や、色々な店のシチュエーションコントなど。
- 時として宮島が山中を「鳥顔」と罵ることもあった。

## 出演
- インディーウォーズ （日本テレビ）
- スパスパ人間学! （TBSテレビ）
- 退屈貴族 （フジテレビ）
- O・D・A〜ODAIBA ANGEL〜 （フジテレビ） - 2005年12月6日・12月13日・12月20日、宮島のみ
- BSブランチ （BS-i） - 2006年5月26日
- 恋するフットサル （フジテレビ） - 2006年6月17日
- ミラクル☆シェイプ （日本テレビ） - 2007年1月14日・1月21日、宮島のみ　吉川綾乃とのダイエット対決
- すくいず! （テレビ朝日） - 『世界ビックリ映像クイズ』のVTRレポーター
- めちゃ×2イケてるッ! （フジテレビ） - 2008年8月30日 他